# ジョン・ウィリアム・フェントン
ジョン・ウィリアム・フェントン（英：John William Fenton、1831年3月12日 - 1890年4月28日 ）は、アイルランドのコーク県キンセール生まれのイギリスの軍楽隊員。日本の国歌となった『君が代』の最初の版を作曲したことや、日本最初の吹奏楽団である薩摩バンドを指導したことで知られる。

## 生涯
出生地はアイルランドであるが、これはキンセール港を監視するチャールズ砦 (Charles Fort (Ireland)) のイギリス軍宿舎で生まれたのであって、フェントンがアイルランド人というわけではない。父方の血筋はスコットランド系である。フェントンは13歳で、少年鼓手兵としてイギリス陸軍に入った。イギリス陸軍省関係文書によれば、日本を訪れる前にインドに13年、ジブラルタルおよびマルタに5年弱、ケープ植民地に3年4か月いた。1864年7月に最初の妻となるアニー・マリア (Annie Maria) と結婚。同年8月2日、第10連隊第1大隊軍楽隊長に就任。1868年、同大隊は横浜のイギリス大使館護衛部隊となり、フェントンは妻のアニー・マリアおよび娘のジェシー (Jessie) とともに軍艦テイマー (HMS Tamar) で同年4月4日（慶応4年3月12日）に横浜に到着した。
1869年10月頃（明治2年9月）から日本で初めての吹奏楽の練習として、横浜の本牧山妙香寺で薩摩藩の青年約30人を指導した。薩摩藩からの交渉、依頼がいつから始まったのかは不明である。イギリスから楽器が届くまでは、調練、信号ラッパ、譜面読み、鼓隊の練習を行ない、1870年7月31日（明治3年7月4日）にベッソン社製の楽器が届いた。大英図書館に今も残るこの時フェントンが使った教科書には楽譜の書き方から作曲法までがカバーされており、フェントンは日本で初めて西洋音楽の理論を体系的に教えた人物であるとされる。薩摩藩の楽隊は翌1871年2月頃（明治3年12月）に帰藩し、同年4月頃（明治4年3月）に再上京して市谷に駐屯した。
1871年5月7日（明治4年3月18日）、妻のアニー・マリアが没し、横浜外国人墓地に埋葬された。同年7月25日（明治4年6月8日）にイギリス陸軍を退役し、同年10月1日（明治4年8月17日）に日本の兵部省（後の海軍省）水兵本部雇楽隊教師となった。フェントンの月給はそれまでの約26ドルから洋銀200ドルに増えた。同年8月に兵部省が陸軍部と海軍部に分かれ、軍楽隊も2つに分けられたが、うち海軍部は引き続きフェントンが指導した。海軍軍楽隊隊員として徴募された40名は本隊11名と鼓隊29名から構成されるが、そのほとんどが鹿児島県人であり、とくに本隊の11名はすべて旧薩摩藩軍楽伝習生だった。
1872年3月16日（明治5年2月8日）にアメリカ人女性のジェーン・ピルキントン (Jane Pilkington) と再婚。フェントンは1874年（明治7年）から1877年（明治10年）3月31日まで、海軍省と兼任で宮内省式部寮雇音楽教師を務めた。同年4月23日に横浜を出港した客船シティ・オブ・トウキョウで妻のジェーンおよび娘のジェシーとともにサンフランシスコに渡った。その後、イリノイ州、スコットランドを経て1884年にカリフォルニア州サンタクルーズに移住した。1890年4月28日にサンタクルーズで死去し、4月30日に葬儀が行われた。墓はサンタクルーズ・メモリアル墓地にある。

## 『君が代』との関わり
ヴィクトリア女王の次男エディンバラ公アルフレッドの来日が決まった時（1869年8月29日（明治2年7月22日）来日）、多くの日本側関係者に儀礼式典での国歌吹奏を説明したが、当時の日本に国歌の概念がなかった。1870年（明治3年）、薩摩軍の大山巌らで相談し、薩摩琵琶曲の『蓬莱山』の一節から『君が代』の歌詞を選び、フェントンに渡した。『君が代』は、元々『古今和歌集』にあり、通訳の原田宗助が歌っていた『武士（もののふ）の歌』を参考に、当時日本にあった鼓笛隊でも演奏が出来るように『君が代』を作曲した。フェントンの『君が代』は、コラール風で、旋律にはアイルランド臭が感じられるという。1870年10月2日（明治3年9月8日）に東京の深川越中島において、『君が代』が明治天皇の前で薩摩バンドにより初演された。薩摩藩の楽隊はその直後に帰藩し、実際に吹奏楽を伝習したのは約3か月に過ぎなかった。
フェントン作曲の『君が代』は、歌詞の音節と一致せず奇異に聴こえるといった点から、1877年（明治10年）に中村祐庸が「君が代」をフェントンの手によって雅楽風に改訂すべしという建議書を出しており、海軍と分離した後の陸軍では、フェントン作曲の『君が代』を顧みず、敬礼ラッパ曲『陣営』を礼式曲として用いた。これらのことから、正式あるいは公式の「国歌」としては、実態として受け容れられなかったといえる。
フェントン版の『君が代』は1876年（明治9年）の天長節まで演奏されたが、1880年（明治13年）に現行の雅楽風のものに改められている。
フェントンは1877年（明治10年）に離日しており、「君が代」の改訂には関わりがないとするのが通説であったが、中村が建議書を出したのと同じ年にフェントンの依頼により雅楽の演奏会が開かれたことを示す史料が発見されており、現行の『君が代』にもフェントンが関わりを持っていた可能性が浮上している。

## 栄誉
1989年、妙香寺に「日本吹奏楽発祥の地」の碑が建てられた。同年以降、日本吹奏楽指導者協会の主催によって妙香寺で演奏会を開催している。2008年には演奏会にフェントンの子孫を招いた。妙香寺には「君が代発祥の地」の碑も建てられている。